# 4 Dywizja Jazdy Michała Ignacego Kamieńskiego
 4 Dywizja Jazdy Michała Ignacego Kamieńskiego – formacja kawalerii polskiej okresu napoleońskiego. 
U schyłku zimy 1812 nastąpiła nowa reorganizacja Armii Księstwa Warszawskiego związana już bezpośrednio z przygotowaniami do drugiej wojny polskiej.
Wojsko polskie nie stanowiło jednej zwartej całości. W ramach Wielkiej Armii sformowano V Korpus Wielkiej Armii ks. Józefa Poniatowskiego.
Właśnie w ramach V Korpusu z brygad jazdy poszczególnych dywizji utworzono Dywizję Jazdy, której to dowództwo powierzono gen. Michałowi Ignacemu Kamieńskiemu.

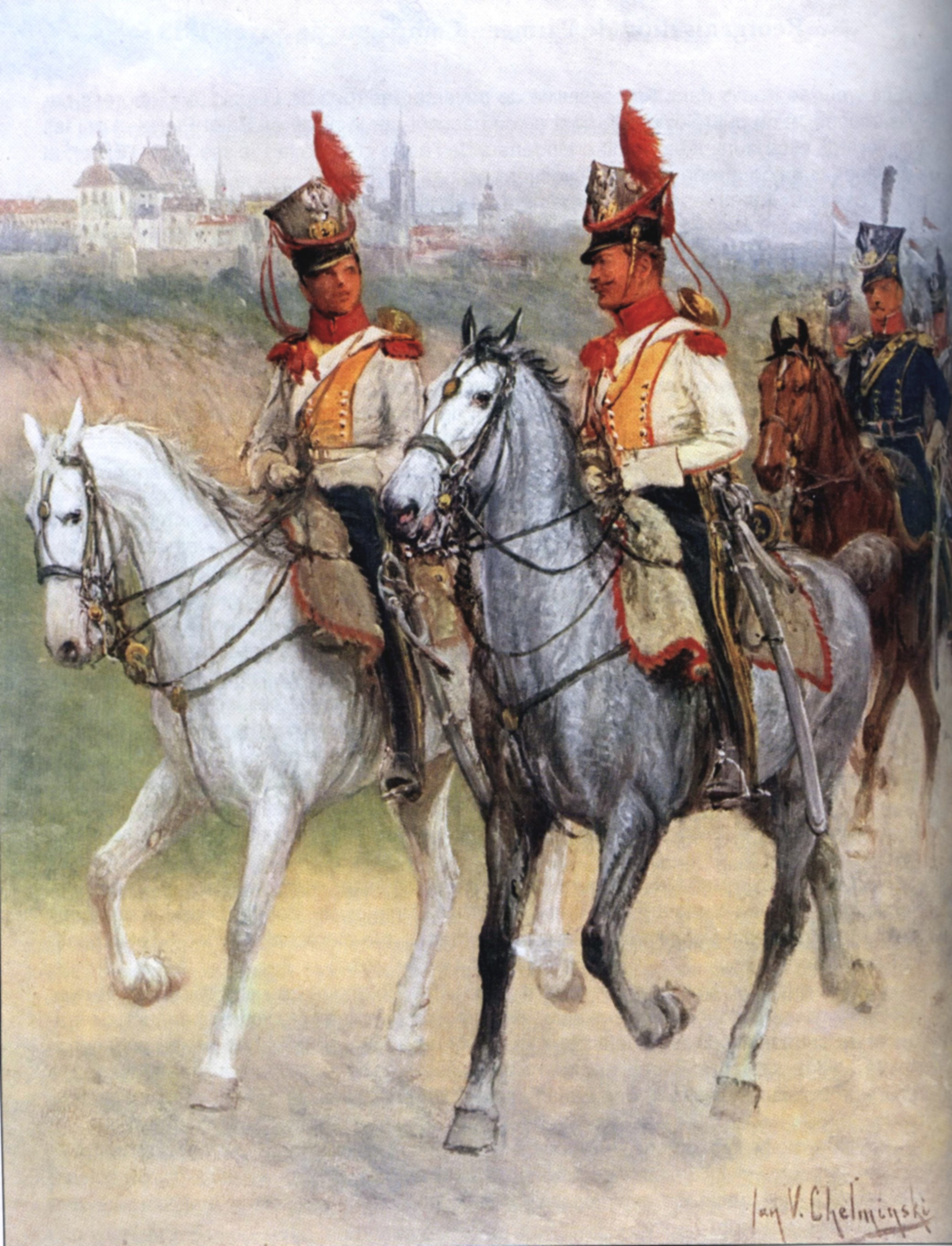
Trębacze 2 pułku ułanów

## Skład
18 Brygada Jazdy – gen. Michał Ignacy Kamieński
- 2 pułk ułanów
- 4 pułk strzelców konnych

19 Brygada Jazdy – gen. Tadeusz Tyszkiewicz
- 1 pułk strzelców konnych
- 15 pułk ułanów

20 Brygada Jazdy – gen. Antoni Paweł Sułkowski
- 5 pułk strzelców konnych
- 13 pułk huzarów